# Zineb Redouani
Zineb Redouani (arabisch زينب رضواني, DMG Zainab Riḍwānī; * 12. Juni 2000 in Meknès) ist eine marokkanische Fußballspielerin.

## Karriere

### Klub
Auf Klubebene war sie bis Sommer 2020 bei Raja Ain Harrouda und ist seitdem bei FAR Rabat aktiv.

### Nationalmannschaft
Mit der A-Nationalmannschaft von Marokko nahm sie am Afrika-Cup 2022 teil und stand hier in allen Partien in der Startelf. Am Ende verlor man das Finale gegen Südafrika durch die Halbfinalteilnahme gelang für die Ausgabe im Jahr 2023 aber erstmals die Qualifikation für eine Weltmeisterschaft.